# هلبات الكبريت
هلبات الكبريت (الاسم العلمي: Thiotrichaceae) هي فصيلة من البكتيريا تتبع رتبة هلبيات الكبريت من طائفة المتقلبات الغاما.

## أجناس
- هُلْبة الكِبْرِيت
- لُؤلُؤة الكِبْرِيت
- جَرْثُومة الكِبْرِيت
- ضَفِيرَة الكِبْرِيت
- لَفّة الكِبْرِيت
- البِغْيَاتُوَة
- البِغْيَاتُوَة
- البِغْيَاتُوَة
- النَّاصِلَة
- الكَبِرَمُونَة
- اللَّوقاء